# 蟲屎
蟲屎（学名：Melanolepis multiglandulosa）为大戟科蟲屎屬下的一个种。